# Berger du Karst
Le berger du Karst, est un chien de berger originaire de Slovénie qui existe depuis plusieurs siècles. La Fédération cynologique internationale le reconnaît sous le nom de Kraski Ovcar.

## Description
Le chien de berger du Karst est un chien de taille
moyenne, harmonieux, robuste, doté d’une musculature bien développée
et d’une forte silhouette. La queue et les oreilles sont tombantes. Le
poil, de couleur gris-fer, est long et abondant.

## Histoire
Ce chien a probablement, suivi la tribu des Illyriens dans sa migration à travers l'Istrie et les îles dalmates.
La race et son standard ont été reconnus officiellement le 2 juin 1939 sous le nom de "Berger d'Illyrie".
En 1948, le standard a été complété et la race reconnue de nouveau.

## Caractère/Comportement
Le Berger du massif du Karst est un chien de berger par
excellence et un bon gardien ; aujourd’hui, il est de plus en plus souvent
utilisé comme chien de garde et de défense ; si, ces derniers temps, il
est surtout chien de famille, il n’en reste pas moins dans son essence
un chien de berger parfait.
De bon caractère, courageux et
vaillant sans être mordant, très dévoué à son maître, de tempérament
modérément vif. Bon gardien incorruptible, il est méfiant envers les
étrangers ; chien de compagnie agréable et obéissant, tout en gardant
une forte individualité.